# Batalha de Arrécio
A Batalha de Arrécio, que foi provavelmente travada em 283/4 a.C., é um evento parcamente documentada na história da República Romana por ter ocorrido num período para o qual alguns dos livros da "História de Roma", de Lívio, o mais detalhado relato da história de Roma, se perderam. Ela só foi explicitamente citada num texto por Políbio, um historiador grego, que não entra muito em detalhes e a coloca apenas no contexto de outros eventos. Um texto de Apiano cita estes eventos, mas não cita a batalha explicitamente. Ela teria sido travada entre os romanos e os gauleses do norte da Itália, possivelmente os sênones, em Arrécio (moderna Arezzo).

## História

### Relato de Políbio
Segundo Políbio, uma tribo gaulesa não especificada cercou a cidade de Arrécio e derrotou uma força romana desviada para defendê-la. Seu comandante, o pretor Lúcio Cecílio Metelo Denter, morreu no combate, o que ajuda a datar o conflito em 283 a.C., pois Denter foi cônsul em 284 a.C.. Depois da batalha, Denter foi substituído por Mânio Cúrio Dentato, que enviou emissários para negociar a soltura de reféns romanos, mas eles foram assassinados. Os romanos invadiram a Gália e enfrentaram os sênones, uma das tribos gaulesas do norte da Itália, que foram derrotados em uma batalha campal. 
Porém, Políbio utilizou um termo muito genérico para definir a "Gália", mas certamente estava se referindo à Gália Cisalpina, a terra dos gauleses "deste lado" dos Alpes do ponto de vista romano, e não à Gália Transalpina, do outro lado dos Alpes, a região do sul da França atualmente. Assume-se que o combate com os sênones ocorreram no Campo Gálico (em latim: Ager Gallicus), o nome que os romanos deram à área ocupada pelos sênones, na costa do Adriático (correspondente à moderna região italiana da Marcas), pois ele escreveu que "...os romanos invadiram o território dos sênones, matando a maior parte deles e expulsando o resto para fora de seu país, fundando a colônia de Sena Gálica". Porém, Políbio não cita quem liderou esta campanha. Ele continua o relato afirmando que "...os boios, vendo os sênones expulsos de seu território e temendo um destino similar para si e para suas próprias terras, imploraram a ajuda dos etruscos e marcharam com todo seu exército. Os exércitos unidos lutaram contra os romanos perto do Lago Vadimo e, nesta batalha, a maior parte dos etruscos foram dizimados e apenas uns poucos boios escaparam". No ano seguinte, os boios lutaram novamente contra os romanos e foram novamente derrotados e obrigados a assinar a paz com os romanos.

### Relato de Apiano
Apiano escreveu sobre as guerras entre Roma e os gauleses na Itália e na Gália, mas sua obra sobreviveu apenas em fragmentos geralmente curtos e de difícil interpretação. Ele escreveu sobre os eventos em 283 a.C. e mencionou uma batalha entre os romanos e uma força reunida de gauleses e etruscos sem mencionar onde foi travada. Este fragmento se concentra num incidente envolvendo embaixadores e ações romanos no Campo Gálico.
Segundo ele, os romanos enviaram seus embaixadores especificamente aos sênones e por um motivo diferente do relatado por Políbio. Os sênones haviam fornecido mercenários a forças que haviam lutado contra Roma apesar de terem um tratado de paz. Os embaixadores tinham a missão de alertar os sênones do descontentamento romano. Apiano escreveu que "Britomaro, o gaulês, incensado contra eles por conta de seu pai, que havia sido morto pelos romanos enquanto lutava com os etruscos nesta mesma guerra, assassinou os embaixadores" enquanto eles ainda estavam segurando o cajado de arautos. Ele fornece mais alguns detalhes, muito provavelmente fictícios e enviesados em relação aos "bárbaros". Apiano conta que Britomaro vestiu suas vestes oficiais e "cortou seus corpos em pequenos pedaços e os espalhou pelos campos". Públio Cornélio Dolabela, cônsul em 283 a.C., rapidamente marchou para o Campo Gálico atravessando o território dos sabinos e picenos. "Ele arrasou-os todos [sênones] com fogo e espada. Reduziu mulheres e crianças à escravidão, assassinou os homens adultos sem exceção, devastou o território de todas as formas possíveis e tornou-o inabitável para qualquer outro". Apiano acrescenta ainda que "pouco depois, os sênones (que serviam como mercenários), não tendo mais lares para onde retornar, atacaram corajosamente o cônsul Domício, e, sendo derrotados por eles, se mataram em desespero.

### Análises modernas
O texto de Apiano é pouco claro e confuso, pois ele não liga o evento dos embaixadores com o cerco e a batalha de Arrécio. Ele também não cita onde os embaixadores se encontraram com Britomaro. O fato do pai dele ter sido morto pelos romanos enquanto lutava para os etruscos na mesma guerra pode sugerir que esta batalha anterior teria sido a Batalha do Lago Vadimo, que envolveu uma força combinada de etruscos e gauleses (a batalha de Arrécio envolveu apenas gauleses). A segunda batalha, mencionada por Políbio, na qual etruscos e gauleses foram novamente derrotados e pediram à paz, pode muito bem corresponder à segunda batalha mencionada por Apiano. Porém, enquanto Políbio localiza esta segunda batalha contra gauleses e etruscos no ano seguinte (282 a.C.), Apiano alega que ela teria sido vencida por Cneu Domício Calvino, o outro cônsul de 283 a.C.. Apiano não menciona os gauleses boios nesta segunda batalha e aparentemente não faz referência à Batalha de Arrécio, pois não há menção de um cerco, de uma batalha de romanos e gauleses apenas e nem de prisioneiros romanos; além disto, o motivo da embaixada era diferente. A falta de menção de onde as batalhas foram travadas piora o problema. 
Pode também haver uma discrepância na sequência de eventos mencionados por Políbio e a que se pode inferir a parti do texto de Apiano. Segundo Políbio, a ordem foi a Batalha de Arrécio, a devastação do Campo Gálico, a Batalha do Lago Vadimo e uma batalha final. Já segundo Apiano, Batalha de Lago Vadimo, a devastação do Campo Gálico e a batalha final (sem menção à Batalha de Arrécio).
Forsythe defende que, na Batalha de Arrécio, os romanos teriam sofrido uma devastadora derrota que resultou na morte do general, sete tribunos militares e 13 000 soldados baseando-se nas obras de Santo Agostinho e Paulo Orósio. Porém, é importante notar que estes dois autores escreveram no início do século V, setecentos anos depois da batalha. Ambos eram clérigos cristãos e, em seus livros, defendiam o cristianismo e tinham como objetivo mostrar que o mundo estava melhorando com ele e que muitos desastres aconteciam nos dias dos pagãos. Orósio também colaborou com Agostinho em seu livro "A Cidade de Deus" e seu texto é muito parecido com o dele. Ambos também escreveram sobre uma coalizão entre lucânios, brútios, samnitas, etruscos e gauleses sênones. Esta aliança jamais ocorreu, mas houve uma coalizão entre samnitas, etruscos, úmbrios e gauleses sênones que lutou contra na batalha de Sentino, em 295 a.C., durante a Terceira Guerra Samnita (298–290 a.C.). Todos estes motivos lançam dúvidas sobre a acurácia destes relatos. Finalmente, embora os dois cônsules de 283 a.C. tenham sido citados, Arrécio não foi.